# أوريست بينتو
أوريست بينتو (بالهولندية: Oreste Pinto)‏ هو جاسوس هولندي، ولد في 9 أكتوبر 1889 في أمستردام في هولندا، وتوفي في 18 سبتمبر 1961 في لندن في المملكة المتحدة.